# José Cayetano Carreño
José Cayetano Carreño Rodríguez (Caracas, 7 de agosto de 1774-Caracas, 3 de marzo de 1836) fue un compositor venezolano de importantes piezas musicales de carácter religioso y autor de la Música de la primera canción patriótica, escrita por Andrés Bello, titulada Caraqueños, otra época comienza.

## Biografía
Nació en Caracas, Venezuela el 7 de agosto de 1774. Abandonado por sus padres fue criado por Manuela de Silva y Rosalía Rodríguez, la hija de un propietario de haciendas y ganado que descendía de canarios. Siendo todavía un infante fue protegido por el sacerdote Alejandro Carreño, quien le dio su apellido. 
Entre 1792 y 1793 estudió música en la Universidad de Caracas. Dejó sus estudios en dicha universidad cuando murió su profesor, el padre Sojo. 
Su hermano fue el filósofo y profesor Simón Rodríguez (maestro de Simón Bolívar). En 1789 fue nombrado teniente organista de la Catedral de Caracas. En 1794, a los 20 años de edad, contrajo nupcias con María de Jesús Muñoz; de este matrimonio nacieron varios hijos, de los cuales se destacan: Juan de La Cruz (músico y compositor), Juan Bautista (compositor), Ciriaco (cantante y organista) y Manuel Antonio (autor del Manual de Urbanidad y Buenas Maneras).
En 1789 obtuvo el cargo de teniente organista de la catedral de Caracas y en 1796 logró ascender a  maestro de capilla. En ocasión de este nombramiento ofreció al Cabildo Eclesiástico varias obras suyas: 6 lamentaciones, un Miserere, un Christus factus est y 2 motetes. 
También en 1796 el cabildo procuró otras obras de su autoría por la cantidad de 90 pesos. Durante su larga gestión (1796-1836) como maestro de capilla de la catedral de Caracas, se preocupó por reorganizar la capilla, enriquecer el repertorio musical, reparar algunos instrumentos musicales, incorporar nuevos ejecutantes y mejorar los salarios, entre otras medidas.
Entre 1792 y 1793 regentó la cátedra de Música de la Universidad de Caracas. Aunque no formó parte de la escuela del padre Sojo (la famosa Escuela de Chacao), estuvo vinculado a ella y aprovechó sus enseñanzas. En 1799 al morir el padre Sojo, surgieron en Caracas numerosas escuelas de música, llamadas en esa época capillas, sobresaliendo la de Cayetano Carreño.
Enseñó música a varios de sus hijos para dedicarlos a esa profesión: Así, Juan de la Cruz Carreño y Juan Bautista Carreño se convirtieron en compositores y Carreño Ciriaco se convirtió en cantante y organista. Además, su nieta Teresa Carreño (1853-1917), fue una pianista famosa.
A comienzos del siglo XIX compuso diversas obras entre las que figuran: El Monte de los Olivos (1801), Oficio de difuntos (1806), la música de Caraqueños, otra época comienza (1810) y Salve (1814). Como consecuencia de los sucesos del 19 de abril de 1810, se destacó por ser un decidido partidario de la independencia para la cual compuso algunas canciones patrióticas y hasta ofreció sus servicios musicales a la causa independentista.
Sus últimos años los pasó al frente de su cargo en la catedral, gozando del aprecio y admiración de la sociedad de la época. Cayetano Carreño murió en Caracas el 3 de marzo de 1836, a los 61 años de edad. Su obra musical lo sitúa entre los primeros compositores nativos de música religiosa como misas, motetes, salmos y diversos cantos religiosos en un país que sobresale por su importante contribución a la música durante el periodo colonial. Cayetano Carreño es una figura de transición entre los músicos de esa etapa y los que aparecen durante la república independiente.